# ادگار رامیرس
ادگار رامیرس (اسپانیایی: Édgar Ramírez‎؛ ‏ تلفظ اسپانیایی: [ˈeðɣaɾ raˈmiɾes]؛ زاده ۲۸ مارس ۱۹۷۷) بازیگر ونزوئلایی است.

## گزیدهٔ نقش‌آفرینی‌ها
- اولتیماتوم بورن
- خشم تایتان‌ها
- دومینو
- نقطه برتری
- جوی
- دست‌های سنگی
- دختری در قطار
- نقطه فروپاشی
- سی دقیقه پس از نیمه‌شب
- از شر شیطان نجاتمان ده
- آزادی‌خواه
- طلا
- گشت‌وگذار در جنگل
- حکم مرخصی